# Azidgrupp

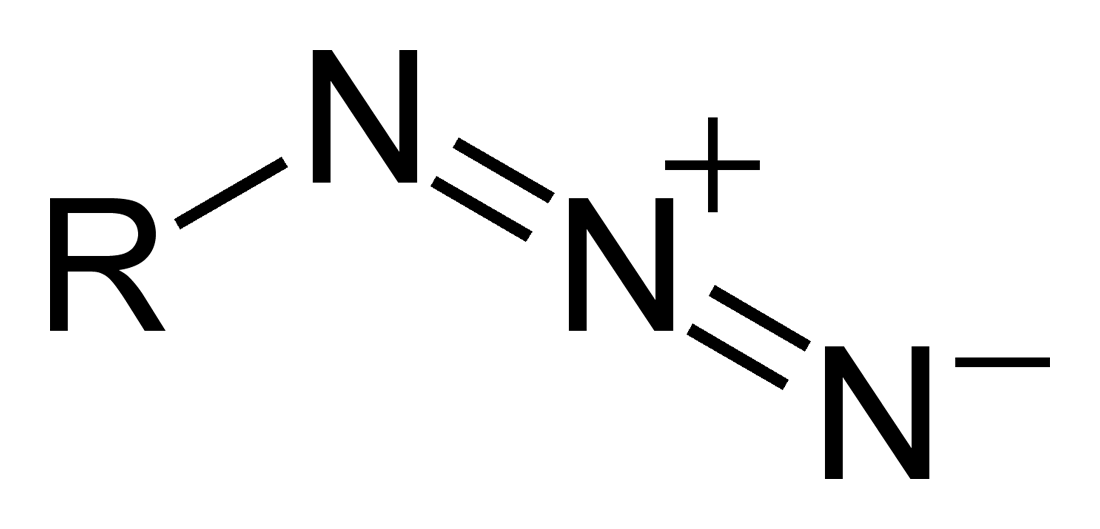
Strukturformel för en azidgrupp.

En azidgrupp är inom organiska kemin den funktionella gruppen -N3.

## Egenskaper
Azidgruppen är nästan helt linjär och dess Lewisstruktur beskrivs ofta som -N=N+=N-. Ämnen innehållande azidgrupper är ofta giftiga, explosiva eller både och, så beaktande ska tas vid hantering av dem.

## Framställning
Flera vanliga metoder finns för att framställa organiska azider:
- SN2-reaktion mellan alkylhalid eller -sulfonat med natriumazid.
- Mitsunobu-reaktion med väteazid eller difenylfosforazid.
- Diazotransfer från natriumazid till amin.
- Sandmeyerliknande reaktion mellan diazoniumaren och natriumazid.

Fler framställningsmetoder än dessa finns även.

## Reaktioner
- Organiska azider kan genomgå pericykliska reaktioner med pi-system. Vanliga varianter är med alkyner, vilket ger 1,2,3-triazoler, samt med nitriler, vilket ger tetrazoler.
- Azider kan fotokemiskt eller termiskt ge nitrener som sedan genomgår insättningsreaktioner i både pi- och sigmasystem.
- Reduktion av azid ger motsvarande amin. En vanlig selektiv och mild variant som använder sig av en trialkyl- eller triarylfosfin kallas Staudinger-reduktion.
- Bildar iminer med aldehyder och ketoner vid närvaro av trialkyl- eller triarylfosfin.
- Curtius-omlagring av en acylazid ger en amin samt förlust av acylkolatomen.

## Tillämpningar
Gruppen är användbar som syntetiskt intermediat för diverse manipulationer. Tetrazoler, som framställs av azider, används som isosterer till karboxylsyror i läkemedel. Azidgruppen kan även användas direkt i läkemedel (till exempel HIV-läkemedlet AZT).